# Fly-by-wire

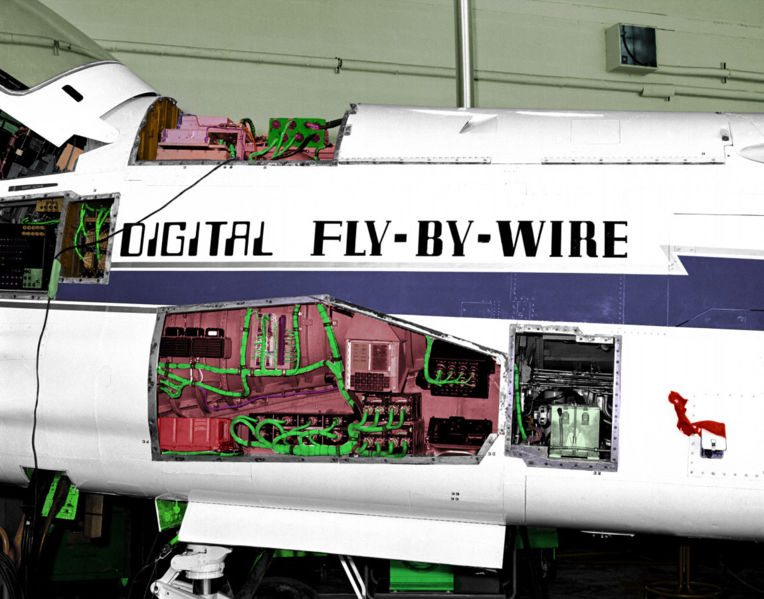
De groene bedrading van fly-by-wire in een testtoestel

Fly-by-wire-technologie is het gebruik van elektronische signalen om de stuurcommando's van een stuurorgaan in de cockpit van een vliegtuig door te geven aan de actuatoren van de stuurvlakken. Ook kenmerkend voor een fly-by-wiresysteem is dat ook een computer in het systeem is opgenomen en dat gebruik wordt gemaakt van sensoren voor de terugkoppeling. In een traditioneel systeem verzorgt een persoon (de vlieger) alle sturing en de terugkoppeling (seat of his/her pants). Een vergelijkbare term voor voertuigen is drive-by-wire.

## Elektrische signalen
In traditionele vliegtuigen wordt de beweging van bijvoorbeeld de stuurknuppel door middel van een mechanische (stootstangen, torsiebuizen en kabel) of een hydraulische koppeling overgebracht naar de stuurvlakken op de vleugel en staart. In vliegtuigen die gebruikmaken van fly-by-wiretechnologie is er niet langer een mechanische koppeling tussen de stuurorganen en de stuurvlakken. In plaats daarvan wordt de stand van een stuurorgaan of de kracht op een stuurorgaan (bijvoorbeeld de sidestick bij de F-16) omgezet in een analoog of digitaal elektrisch signaal. Dit signaal wordt vervolgens, na verwerking door computers, aan actuators doorgegeven, die dan stuurvlakken in de gewenste positie zetten. Bij de berekening van de gewenste positie wordt in de computer rekening gehouden met terugkoppelsignalen zoals G-krachten en maximaal toegestane waarden. Voor het gebruik van fly-by-wiretechnologie is de side stick (een soort joystick waarmee het vliegtuig bestuurd wordt) uitermate geschikt omdat de bewegingen daarvan minimaal zijn of zelfs nihil kan zijn, hoewel ook een conventionele stuurknuppel kan worden gebruikt.
Een voordeel van deze technologie is de besparing van gewicht in grote toestellen, door het gebruik van draden in plaats van staalkabels/stootstangen, alsmede de mogelijkheid om complexere stuurvlakken toe te kunnen passen in een ontwerp zoals in de B-2 Spirit. Ook geeft het de mogelijkheid om minder stabiele, wendbare vliegtuigen te ontwerpen (een Lockheed Martin F-16 Fighting Falcon is zo instabiel dat deze met mechanische besturing voor een mens onbestuurbaar zou zijn).
Een ander voordeel van fly-by-wire is de mogelijkheid om middels de computer in te grijpen en bijvoorbeeld grenzen te stellen aan de besturing van het vliegtuig. Bij digitale computers kan dit door aanpassing van de software. Bij analoge computers (bijvoorbeeld F-16 A/B MLU) door veranderen van weerstanden. Onder andere Airbus maakt gebruik van de mogelijkheid van het stellen van grenzen in zijn vliegtuigen. Bijvoorbeeld kan de piloot met het vliegtuig niet te hard vliegen, noch kan hij het overtrekken (ook al houdt hij zijn sidestick volledig naar zich toe getrokken). De software grijpt bij bepaalde grenzen in en negeert verdere input van de piloot tot het vliegtuig zich weer binnen de grenzen bevindt. Ook de F-16 stelt bijvoorbeeld grenzen aan de G-krachten die de piloot kan trekken. Boeing daarentegen gebruikt het systeem in combinatie met de piloot; als de piloot de grenzen overschrijdt, stuurt de software intern steeds meer tegen om verder gevaar tegen te gaan.

## Toepassing
Fly-by-wire wordt sinds de F-16 toegepast in gevechtsvliegtuigen en is voor het eerst in lijnvliegtuigen toegepast bij de Concorde. Airbus gebruikt het in de A320, de A330, de A340, de A350 en de A380. Boeing gebruikt het systeem in de B777 en de B787. Ook het Russische widebodyvliegtuig Il-96 en de populaire Russische Soechoj Superjet 100 maken er gebruik van.
In het Geminiprogramma kon voor de re-entry-fase het ruimtevaartuig manueel bestuurd worden. Deze mode werd 'fly-by-wire' genoemd.